# Acestes
În mitologia romană, Acestes (sau Egestes, în greacă: Ἄκέστης) a fost un rege mitic al Siciliei, considerat întemeietorul orașului Segesta.
A fost fiul zeului Crimisus (Crinisos) și al troienei Egesta (sau Segesta).